# Anomaly 2
Anomaly 2 – gra komputerowa należąca do typu odwróconego tower defense. Jest to sequel gry Anomaly Warzone Earth polskiego studia 11 bit studios. Ukazała się 15 maja 2013 roku na PC. Następnie na iOS/Android oraz PS4.

## Fabuła
Akcja Anomaly 2 osadzona została w 2034 roku. Świat został zaatakowany przez bliżej nieokreśloną cywilizację Maszyn, która w stosunkowo niedługim czasie wyeliminowała większość populacji ziemskiej. Człowiek na własnej planecie stał się mniejszością walczącą o przetrwanie w arktycznej tundrze. Jako gracz wcielamy się w role dowódcy konwoju o nazwie Yukon, który ma walczyć o przeżycie.

## Rozgrywka
Modelu rozgrywki w Anomaly 2 nie dotknęły żadne drastyczne zamiany, w związku z czym nadal dowodzimy własnym oddziałem, starając się w jednym kawałku przebyć dany obszar i wykonać określone zadania. Producenci wprowadzili jednak szereg udoskonaleń gwarantujących nowe możliwości taktyczne. Najważniejszą z nich jest opcja przeobrażenia każdej jednostki bojowej w jej drugą formę, obdarzoną innymi właściwościami. Dzięki temu dwukrotnie zwiększa się liczba dostępnych dla dowódcy rodzajów pojazdów. Kampania dla jednego gracza rozgrywa się w postapokaliptycznym świecie. Autorzy przygotowali kilka różnych zakończeń, zależnych od tego, jak potoczyły się starcia z przeciwnikami. W Anomaly 2 dostępny jest również tryb multiplayer, łączący cechy gier tower offense i tower defense.

## Edycje i wydanie
Na początku gra została wydana na PC, 15 maja 2013 r. w wersji cyfrowej dostępnej na platformie Steam. 2 dni później ukazała się wersja pudełkowa. 14 listopada 2013 r. rozpoczęła się sprzedaż gry Anomaly 2 w wersji dla urządzeń mobilnych z systemem Android. Gra trafiła do sprzedaży na całym świecie w dystrybucji elektronicznej za pośrednictwem sklepu Google Play należącego do firmy Google. Wersja dla urządzeń iPhone, iPad i iPod Touch ukazała się 31 października 2013 r. otrzymując wyróżnienie Editor\'s Choice od Apple Corporation. Gra dotarła do pierwszej dziesiątki sprzedaży na świecie w kategorii iPad Paid Apps.